# Severed – Forest of the Dead
Severed – Forest of the Dead (Zu deutsch: „Abgetrennt – Wald des Todes“) ist ein Zombiefilm aus dem Jahr 2005.

## Handlung
Ein internationaler Konzern unterhält auf einer abgelegenen Insel zwei Holzfällercamps und eine geheime Forschergruppe. Ebenso halten sich dort Demonstranten auf, die gegen die Rodung des Waldes protestieren. Die Forscher versuchen einen Wachstumsbeschleuniger zu entwickeln, damit die Bäume schneller wachsen, dazu testen sie ihr Präparat an einigen Bäumen. Als der Holzfäller Eric einen Baumstamm zersägt, der vorher von einem Demonstranten manipuliert wurde, verletzt er sich mit seiner Kettensäge. Durch die Wunde gelangt das Präparat der Forscher in sein Blut und er verwandelt sich in einen Zombie.
Nachdem der Konzern tagelang nichts von seinen Mitarbeitern gehört hat, schickt der Chef seinen Sohn Tyler los, der die Lage überprüfen soll. Als Tyler mit einem Segelflugzeug auf der Insel landet, fährt er mit einem Jeep in eines der Holzfällercamps. Zunächst findet er niemanden vor, wird dann aber von einigen wandelnden Untoten überrascht. Er rennt in den Wald, um den Zombies zu entkommen, wird dann aber von einem angefallen. Der Holzfäller Luke rettet ihn und führt ihn zum Versteck der Überlebenden. Carter, ein Forscher des Konzerns, hat Angst, dass der Neue infiziert ist und will die beiden nicht hereinlassen. Durch den Streit erwacht Mac, der Chef des Holzfällercamps, und lässt die beiden in das Versteck.
Dort hält sich auch Rita, die Anführerin der Demonstranten, sowie Stacey, eine weitere Demonstrantin, auf. Gemeinsam überlegen sie, was zu tun ist. Tyler schlägt vor, dass sie zum Jeep gehen und damit flüchten. Der Vorschlag wird angenommen und die Gruppe macht sich auf den Weg durch den Wald zum Jeep. Dabei treffen sie auf zwei Demonstranten, die sich aus Protest an die Bäume gekettet hatten, können aber nur Greg, den Freund von Rita, retten. Sie schaffen es noch rechtzeitig zum Jeep und können den dort lauernden Zombies entkommen.
In einem Forschungslabor des Konzerns wird eine Probe des Wachstumsbeschleunigers untersucht, wobei sich ein Forscher über eine Schnittwunde mit dem Präparat infiziert. Dadurch erfährt der Konzernchef, was auf der Insel passiert ist und lässt den gesamten Bereich abriegeln, um einen Skandal zu verhindern. Inzwischen ist die Gruppe am Ausgang des Gebietes angekommen, welches nun verriegelt und mit Stacheldraht gesichert ist. Mac kennt noch einen anderen Weg und so drehen sie um und fahren zurück.
Dabei fährt Tyler einen Zombie um und der Wagen steckt auf einem Schlammhügel fest. Mac will die Gruppe zur Sägemühle führen, wo es ein Funkgerät gibt, um Hilfe zu rufen. Auf dem Weg in die Mühle wird Luke von einigen Zombies angefallen und schreit um Hilfe. Carter, der in der Nähe ist und Luke sieht, hat Angst und flüchtet sich in die Mühle. Mac versucht, mit dem Funkgerät Hilfe zu holen, doch erreicht er niemanden. In der Zeit dazwischen mutiert Stacey zu einem Zombie und wird von Carter erledigt. Auch Greg verwandelt sich und wird von Mac mit einer Kettensäge getötet.
Die restlichen vier beschließen, den Weg fortzusetzen und können sich unter einigen Schwierigkeiten zu dem zweiten Holzfällercamp durchschlagen. Dort werden sie von dem dortigen Anführer Arnold aufgenommen, der seine Leute mit roher Gewalt beherrscht. Zwischen Tyler und Rita entsteht eine immer tiefere Liebesbeziehung, sodass sie miteinander schlafen und Tyler ihr schwört, dass er sie vor allem Unheil beschützen wird. Rita will so bald wie möglich wieder weg, da sie die einzige Frau unter Männern ist. 
Arnold hält jeden Tag ein Spiel ab, bei dem einer seiner Leute in einen Käfig gehen und eine bestimmte Anzahl von Zombies mit einer Schrotflinte erschießen muss. Diesmal ist der ängstliche Carter am Zug, der aber seine Ziele verfehlt. Arnold erschießt daraufhin die Zombies. Ramon, ein sensibler Mann aus dem Lager, beginnt über Gott zu predigen und ihm wird von Arnold befohlen, damit aufzuhören. Als dieser dem Befehl nicht gehorcht, erschießt der Lagerchef ihn kaltblütig. 
In der folgenden Nacht flieht Carter und lässt dabei das Tor offen, durch welches die Zombies in das Lager eindringen können. Mac und die anderen erwachen von den unheimlichen Geräuschen. Mac stirbt kurz darauf bei einem Kampf mit einem der Untoten. Tyler und Rita schaffen es, zu entkommen. Als Tyler Hilferufe von Carter hört, eilt er zu ihm, ohne auf das Flehen und Bitten von Rita zu hören. Carter und Tyler werden von den Zombies zerfleischt. Rita schafft es, auf die Straße zu kommen und rennt ins Dunkel.

## Kritiken
Das Lexikon des internationalen Films schrieb, die Produktion sei ein „harter Horrorfilm, der sich um eine stimmig-bedrohliche Atmosphäre“ bemühe, jedoch insgesamt dem Subgenre „keine neuen Facetten“ abgewinnen vermag.
Blickpunkt:Film bewertet den Streifen als „grundsolides Low-Budget-Zombiegemetzel“.